# Восточный (Краснодар)
Восточный — хутор в Прикубанском внутригородском округе города Краснодара. Входит в состав Берёзовского сельского округа.

## География
Хутор Восточный расположен в северо-западной части городского округа Краснодара, возле границы с Динским районом. Основное автотранспортное сообщение производится через хутор Копанской, который расположен в 2-х км к юго-востоку; там расположена ближайшая автобусная остановка. На северо-западе, в 3,5 км по полевой дороге, расположена станица Воронцовская Динского района.

## История
Хутор основан в 1926 году и первоначально входил в состав Марьянского сельсовета Краснодарского района Кубанского округа Северо-Кавказского края. 45 хозяйств, большинство населения было казаками. Из 230 человек (108 мужчин, 122 женщины) украинцы составляли 93,9%, великороссы — 6,1%.
В 1955 году входил в состав Копанского сельсовета Новотитаровского района Краснодарского края.
1 февраля 1963 года Новотитаровский район был присоединен к Динскому району. Хутор вошёл в Новотитаровский сельский совет.
21 ноября 1979 года хутор был передан в административное подчинение Елизаветинского сельсовета Прикубанского района города Краснодара, а к 1988 году он вошёл в состав Берёзовского сельсовета Прикубанского района.
По данным текущего учёта на 1 января 1999 года на основе переписи 1989 года на хуторе Берёзовского сельского округа в 28 хозяйствах постоянно проживало 44 человека.

## Население
| 2002 | 2010 |
| ---- | ---- |
| 55   | ↗56  |

По переписи 2002 года в национальной структуре населения русские составляли 91 %.
По переписи 2010 года — 56 человек (26 мужчин, 30 женщин).

## Инфраструктура и улицы
На хуторе 7 улиц: Воронцовская, Марьянская, Победителей, Полевая, Строителей, Шевченко и Энтузиастов.
В начале улицы Шевченко расположено кладбище. На улице Победителей находится братская могила 72 советских воинов, погибших при освобождении хутора. В последнее время на хуторе появилось несколько тепличных и других хозяйств. В 1 км к юго-западу от хутора, за балкой Сула, возвышается краснодарский полигон ТБО.